# Virgil Widrich
Virgil Widrich (Salzburg, 1967. május 16. –) osztrák filmrendező, forgatókönyvíró, filmkészítő és multimédia művész. Munkáit eddig összesen 290 filmes díjjal tüntették ki.
Widrich számos filmben és multimédia projektben dolgozik, néha egy kreatív csapat tagjaként. Leginkább rövidfilmjei és multimédia művei miatt ismert.

## Életrajz
Virgil Widrich Salzburgban született és ott egy Mönchsbergben álló, 500 évesnél is idősebb házban töltötte a gyermekkorát. Gyermekként ismeretséget szerzett olyan művészekkel, mint Peter Handke, aki a szomszédja volt, vagy Wim Wendersel, aki gyakori vendég volt a család otthonában. Igazán fiatal korában létrehozta az első kísérleti filmjét, első kameráját, egy super-8-ast, 13 évesen kapta. Ugyanebben az évben (1980) három filmet is készített; My Homelife, Gebratenes Fleisch és a 3 mal Ulf-ot. A filmeket egy animációs film követte; Auch Farbe kann träumen. Tizenöt évesen elkészítette a Monster in Salzburg című filmjét, amiben először dolgozott színészekkel. stop-motion technikával dühöngő szörnyeteget hozott létre. 1983-ban elkezd dolgozni a Vom Geist der Zeit (Spirit of Time)-on. Az iskolában szerzett rossz jegyek sem akadályozták meg az első egész estés filmjének megalkotásától, a film 14 hónapig készült. A film finanszírozásához különböző munkákat vállalt a Salzburgi Fesztiválon; dolgozott, mint statiszta és ő volt a fesztivál props manager-e is. 1984-ben érdeklődni kezd a számítógépek és a programozás iránt, számos egyszerű számítógépes játékot hozott létre.
A Salzburgi Akademisches Gymnasium-ban tett érettségi után felvételt nyert a Bécsi Film Akadémiára, amit pár hét után otthagyott, hogy egy saját science fiction forgatókönyvön dolgozzon, amit aztán sosem fejezett be. 1987-ben két társával megalapította a Classic Films nevű céget, ami elsősorban művészfilmek forgalmazásával hivatott foglalkozni. Később John Bailey operatőr és rendező asszisztense lesz, akivel 1990-ben Hollywoodba utazott a The Search for intelligence Life in the Universe című science fiction komédia forgatására. Miután 1991-ben eladta a Classic Films-et, Widrich ismét a számítógép és az annak segítségével létrehozható művészeti alkotások felé fordította a figyelmét. A következő nagy vállalkozása, hogy production manager-ként dolgozott egy Osztrák filmekkel foglalkozó fesztiválon, a Diagonale fesztiválon, amit 1993-ban rendeztek meg először. A következő évben létrehozott egy filmes adatbázist. Ezt több, filmekkel kapcsolatos, adatbázis követett, majd interaktív CD-ROM is készült Widrich bevonásával.
1997-ben Virgil Widrich ismét a saját filmjei megvalósítására kezdett koncentrálni, létrehozta a „tx-transform”-ot, ami nagy sikert aratott az Ars Electronica fesztiválon. Újra elővette a "Heller als der Mond" ("Brighter than the Moon") című forgatókönyvét is, amit végül 1999-ben vitt filmre és 2000-ben Rotterdamban debütált. A „Copy Shop” című rövidfilm volt a következő munkája, ami mostanig talán a legsikeresebbnek mondható. A film premierjét (2001) követve 35 díjat nyert, Oscar-díjra jelölték és a több mint 200 fesztivál vetítés mellett a televízióban is bemutatták. Ismét nagy sikert ért el a „Fast Film” című rövidfilm; 36 nemzetközi díjat nyert és több mint 300 fesztiválon lett bemutatva. Nagy számú, különböző cégeknek készített, multimédia projekt következett ez után(2001-ben megalapított a „checkpointmedia” nevű céget, aminek az ügyvezető igazgatója (CEO) lett), és folytatta a saját filmjeinek gyártását a Virgil Widrich Film- und Multimediaproduktionen G.m.b.H. nevű vállalkozásával. Több másik filmkészítővel megalapította az Amour Fou Film-et 2001-ben, ami fiatal filmesek művészfilmjeire fókuszál.
2004-ben Widrich az Ars Electronica zsűri tagja volt, 2007-ig pedig elnökségi tagja az Austrian Film Directors’ Association-nak. Máig tagja az Academy of Austrian Film-nek. 2007 és 2010 között a Bécsi Alkalmazott Művészetek Egyetemén (University of Applied Arts Vienna) a „Digital Arts” szak oktatója volt. 2010 óta ugyanitt az „Art & Science” posztgraduális mesterképzés vezető professzora.
2024-ben tagjává választották az Amerikai Filmművészeti és Filmtudományi Akadémiának ([[Academy of Motion Picture Arts and Sciences], AMPAS).

## Kiállítások
- 2006: Virgil Widrich Számítógép-animált installációkat készített a felújított Mozarthaus Vienna-ba.
- 2008: 13 mű Virgil Widrichtől és a digital arts szak tanulóitól az „Essence08” című kiállításon a Museum für angewandte Kunst Wien-ben.
- 2009: a „Linz. City of Luck” kiállítás igazgatója a Nordico múzeumban, a kiállítás az Európai Kulturális Főváros egyéves programjának keretén belül valósult meg.
- 2009: „Alias in Wonderland” diákjaival megvalósított projekt, június 25-től július 12-ig volt látható a bécsi Museumsquartier Freiraum/quartier 21-ben.
- 2009: 10 mű a diákjaitól a „digital arts” szakról az „Essence09”-en a bécsi Vordere Zollamtsstraße-én kiállítva.
- 2010: 15 mű a „digital arts” szak diákjaitól az „Essence10”-en a Vienna Künstlerhause-ban kiállítva.
- 2010: Művészeti igazgatója a “90 Jahre Salzburger Festspiele” (90 years of the Salzburg Festival) című fesztiválnak at the Salzburg Museum.
- 2011: művészeti igazgatója a “parameter{world} – parameters for every or no thing” című kiállításnak, amit a „Art&Science” szakos diákok munkái alkottak.
- 2012: „Art&Science” szakos diákok munkái az „Essence12” kiállításon a Vienna Künstlerhaus-ban.
- 2013: „Crucial Experiments” – kiállítás a Vienna Art Week keretében, Ovalhalle, Museumsquartier.
- 2014: 2 projekt az Art&Science szakos hallgatóktól az „Essence14” kiállításon a Künstlerhausban.
- 2015: „Parallaxis” installáció a „Farbenrausch” kiállításon a Leopold Múzeumban.
- 2016: „[dis]placement – Information through Sound” – Citygate, Bécs.
- 2017: „Circuit Training” – das weisse haus, Bécs.
- 2017: „analog_digital – A mozi dichotómiája” – METRO Kinokulturhaus, Bécs.
- 2017: „Panzerschrank Potemkin” – kiállítás a Vienna Design Week keretében.
- 2017: Közreműködés az „Aesthetics of Change – 150 Jahre Angewandte” kiállításban a MAK-ban.
- 2018: „Sound of Music World” – kiállítótér koncepciója Salzburgban.
- 2018: „Voyage autour de ma chambre” – kiállítás a Vienna Design Week keretében.
- 2019: Látogatóközpont – „Sconarium”, Bad Schönau: kiállítás művészeti vezetése.
- 2020: „Überall Musik!” – a salzburgi DomQuartier multimédiás kiállítása.
- 2025: „Klimt. Pigment & Pixel” (Alsó-Belvedere) és „IM BLICK: Gustav Klimt – Die Braut” (Felső-Belvedere) – kiállítás koncepciója, Marc Schurannal közösen.

## Színpadi művek
- 2012: Koncepció (Martin Haselböckal és Frank Hoffmannval együttműködésben) színpad, látvány és filmvetítés a „New Angels”-hez, ami 2012. november 19-én debütált a Théâtre National du Luxembourg-ban.
- 2019: Színpadkép és filmrendezés Franz Danksagmüller kamaradarabjához, a Nova – Imperfecting Perfection című operához a Német Protestáns Egyházi Napok 2019-es dortmundi rendezvényén.[4]

## Filmjei
- 1980: My Homelife (A) – 6 perc. (Dokumentumfilm egy régi házról)
- 1980: Gebratenes Fleisch (A) – 11 perc. (Krimi-thriller egy étteremben meggyilkolt nőről)
- 1980: 3 mal Ulf (A) – 12 perc. (Dokumentumfilm Arnulf Komposchról)
- 1981: Auch Farbe kann träumen (A) – 12 perc. (Animációs film egy férfiról és egy féregről, akik megpróbálnak elmenekülni a környezeti pusztulás elől)
- 1982: Monster in Salzburg (A) – 12 perc. (Stop-motion animáció egy Salzburgban garázdálkodó szörnyről)
- 1983–1985: Vom Geist der Zeit (A) – 112 perc. (Különböző műfajú jelenetekből összeállított egész estés film)
- 1998: tx-transform (A) – 5 perc. (Kísérleti animáció, bemutatva az idő és tér filmes transzformációját; rendező: Virgil Widrich és Martin Reinhart)
- 2000: Heller als der Mond (Európa) – 88 perc. (Komédia arról, milyen érzés idegenként élni Bécsben)
- 2001: Copy Shop (A) – 12 perc. (Egy férfi saját másolataival népesíti be a világot)
- 2001: LinksRechts (A, F) – 4 perc. (Interjúk „baloldal és jobboldal” témában a film és a politika összefüggéseiről)
- 2003: Fast Film (A, LUX) – 14 perc. (Animációs üldözéses történet filmkockákból hajtogatott világban)
- 2010: make/real (A) – 5 perc. (Found footage film a „Robotálmok” kiállításhoz a grazi Kunsthaus és a bázeli Tinguely Múzeum részére)
- 2011: warning triangle (A) – 6 perc. (Found footage film a „Fetisch Auto” kiállításra, Tinguely Múzeum, Bázel)
- 2015: back track (A) – 7 perc. (Kísérleti 3D film az idő visszafordításáról)
- 2016: Vienna table trip (A) – 1 perc 22 mp. (Animációs reklámfilm a bécsi gasztronómiáról)
- 2016: Night of a 1000 Hours (Die Nacht der 1000 Stunden) (A–LUX–NL) – 92 perc. (Történelmi thriller egy családi vállalkozás titkairól)
- 2018: Nena & Dave Stewart: Be my Rebel (D) – 3 perc 45 mp. (Zenei videó)
- 2018: Light Matter (A) – 5 perc. (Kísérleti film fény-árnyék hatásokkal)
- 2019: tx-reverse (A–D) – 5 perc. (Kísérleti film Martin Reinhart rendezésével együtt; időmegfordítással)
- 2021: There is exactly enough time (A) – 1 perc. (Animációs film Oskar Salomonowitztól, posztumusz befejezve)

- 2011 óta: Micromeo – egész estés animációs film fejlesztés alatt, forgatókönyv Jean-Claude Carrière közreműködésével

## Díjak
- A Heller als der Mond (Brighter than the Moon) (Európa, 2000):
  - Salzburg városának forgatókönyvírói díja a legjobb forgatókönyvért (1997)
  - Jean Carmet-díj – Lars Rudolphnak, Angers European First Film Festival (2000)
  - Laser Vidéo Titres-díj – Angers European First Film Festival (2000)

A Copy Shop (A, 2001) díjai:
- Oscar-díj jelölés (2002), „live action short” kategóriában
- Legjobb hangdizájn és zene – Clermont-Ferrand Rövidfilmfesztivál (2001)
- Legjobb kísérleti rövidfilm – Toronto, New York, Madrid, Barcelona
- Különdíj – Hiroshima Nemzetközi Animációs Fesztivál (2002)
- Legjobb kísérleti film – Thesszaloniki, Teherán, Milánó (Reale Film Festival, 2022)
- „Best Back to the Future” – Absurd Film Festival, Milánó (2022)

A Fast Film (A, LUX, 2003) díjai:
- Válogatásban szerepelt – Cannes-i Filmfesztivál (2003)
- Grand Prix – Uppsala Rövidfilmfesztivál (2003)
- Legjobb animáció – Melbourne, Odense, Thesszaloniki
- Közönségdíj – Bearded Child Film Festival (USA)
- Innovációs díj – Animadrid, Cinanima (PT), Animafest Zagreb
- Cartoon d'Or – Legjobb európai animációs film (2004)

A Vienna table trip (A, 2016) díjai:
- Legjobb animációs film – LA Shorts Awards (USA), EIFA – European Independent Film Award (Párizs)
- 1. díj – Tourfilm Riga – Nemzetközi turisztikai filmfesztivál (2017)
- Legjobb kulturális turizmusfilm – Film Forum Linz, Ausztria

A There is exactly enough time (A, 2021) díjai:
- Legjobb animációs film – Harlem International Film Festival (New York, 2023)
- Legjobb mikrodráma – Panther City Film Festival (USA, 2023)
- Legjobb vágás – Monza Film Fest (Olaszország, 2023)
- Különdíj – British Indie Film Festival (London, 2023)
- Díjazott – Blow-Up Arthouse Filmfest (Chicago, USA, 2024)

## Külső hivatkozások
- Hivatalos weboldal  (németül)
- checkpointmedia
- Art&Science
- Virgil Widrich az Internet Movie Database oldalon (angolul)